# آدم ليتل
آدم ليتل (بالإنجليزية: Adam Little)‏ (1 سبتمبر 1919 في المملكة المتحدة - 12 يونيو 2008 في المملكة المتحدة) هو لاعب كرة قدم بريطاني (وحمل سابقاً جنسية المملكة المتحدة لبريطانيا العظمى وأيرلندا) في مركز الوسط. لعب مع نادي رينجرز وBlantyre Victoria F.C. ‏ ونادي غرينوك مورتون.